# Teinobasis annamaijae
Teinobasis annamaijae är en trollsländeart som beskrevs av Hämäläiüeü och Müller 1989. Teinobasis annamaijae ingår i släktet Teinobasis och familjen dammflicksländor. Inga underarter finns listade i Catalogue of Life.